# Triangle rouge
Le triangle rouge est un symbole portant diverses significations ou revendications, politiques ou sociales.
Symbole de revendications ouvrières au XIXe siècle de revendication de la journée de 8 heures, marque associée aux prisonniers politiques des camps de concentration nazis puis, dans les années 1990, symbole de la résistance au fascisme ou de mouvements antifascistes, il est utilisé à partir de 2023 par les soutiens au peuple palestinien de la bande de Gaza à l'occasion la guerre à Gaza.

## Revendication ouvrière

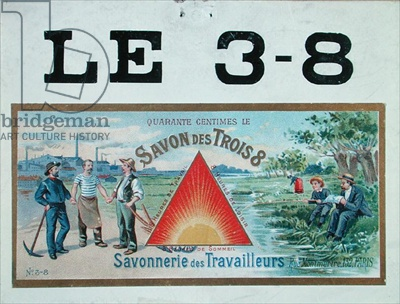
Publicité des savons des Trois Huit pour 8 heures de travail, 8 heures de loisir et 8 heures de sommeil.

En juillet 1889 à Paris, lors de la réunion de l'Internationale ouvrière, l'association des travailleurs rassemblant des partis socialistes et ouvriers européens, décide que l’année suivante, les travailleurs manifesteront le 1er Mai pour revendiquer la journée de huit heures. Le triangle de cuir rouge est adopté le 1er mai 1890 à Paris au cours des luttes ouvrières pour que le manifestant puisse se distinguer de l'homme de la rue. L'insigne symbolise la revendication ouvrière de la journée de huit heures de travail maximum, ce qui réservait 8 heures de sommeil et 8 heures de loisir. L'inscription « 1er Mai, 8 heures de travail » était cousue sur le triangle pour la manifestation.
À la suite de l’immense succès de la mobilisation du 1er mai 1890 — en Belgique, 150 000 ouvriers sont en grève —, il est décidé peu après de faire de cette date une journée mondiale d’actions, c'est la création de la journée internationale des travailleurs. La journée de huit heures est obtenue en 1919 en France et en 1921 en Belgique.

## Camps de concentration nazis

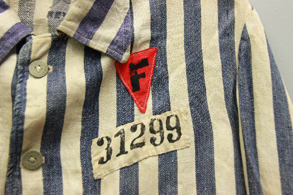
Chemise de déporté du docteur Joseph Brau.

Le triangle rouge est utilisé à partir de 1937/1938 par le Troisième Reich dans le système de marquage des prisonniers et déportés dans les camps de concentration nazis pour distinguer les prisonniers politiques. 
Au cours de la Seconde Guerre mondiale, le régime nazi enferme, déporte ou extermine les opposants politiques directs ainsi que certains types d'individus qui refusent ou ne correspondent pas à leurs « valeurs ». Pour les différencier, les gestionnaires des camps nazis font porter des signes distinctifs sous forme de triangles pour catégoriser les types de détenus : rouge pour les prisonniers politiques, vert pour les « criminels », noir pour les « asociaux », pourpre pour les Témoins de Jéhovah et membres hostiles du clergé, bleu pour les émigrants allemands rapatriés et les apatrides, brun pour les Tsiganes et rose pour les homosexuels mâles. Les juifs pouvaient porter n'importe lequel de ces triangles en outre d'un triangle jaune de manière à former une étoile de David.

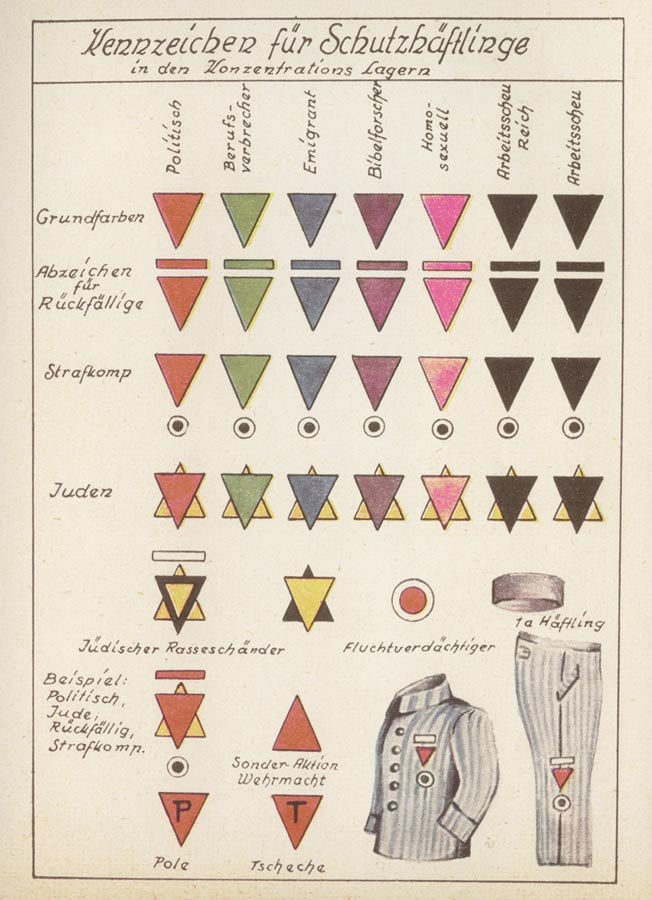
Système de classification des détenus dans les camps de concentration nazis.

Dans ce système, le triangle rouge était la marque des individus considérés comme ennemis politiques par Troisième Reich. La classification dans cette catégorie était souvent basée sur des critères assez vagues, dans la mesure où les détenus provenaient de différents pays, de milieux sociaux variés et avaient des orientations politiques diverses, souvent sans aucun lien avec une quelconque activité antifasciste : communistes, résistants, intellectuels, objecteurs de conscience… 
Pour les détenus organisés selon leur affiliation politique, le triangle rouge aidait à préserver leur identité d'avant le camp et à promouvoir la solidarité au sein du groupe. Cependant, dans l'environnement brutal des camps, les prisonniers porteurs dudit triangle mais sans affiliation politique, ou refusant de coopérer avec les groupes organisés, pouvaient se trouver ostracisés. 
Dans certains cas, le triangle rouge pouvait être surchargé par la première lettre du pays d'origine (en allemand) du déporté : par exemple le « F » correspondait à la France (Frankreich) et le « S » à Espagne (Spanien).

## Antifascisme
En souvenir des déportés politiques victimes du fascisme qui portaient le triangle rouge, les militants antifascistes se sont approprié ce symbole pour en faire celui de la résistance aux idées d'extrême droite, notamment en Belgique et en France. Il est arboré par des membres et des militants d'organisations anti-racistes, antifascistes et de partis politiques de diverses tendances.
Le triangle rouge est adopté dans les années 1990 comme logo du réseau Ras l'front, une organisation qui a pour vocation de créer et de stimuler un « mouvement de résistance et de vigilance » contre le fascisme. Ce symbole est aussi utilisé comme symbole de lutte contre le racisme dans le domaine du sport, il a été utilisé par l'association Stop Racism In Sport dans la campagne Stand up against racism in sport ! en Belgique,. Toujours en Belgique, une épinglette représentant le triangle de tissu nazi est produite et distribuée largement par l'ASBL « Les Territoires de la Mémoire », l'association expliquant que c'est aujourd'hui « un symbole de résistance aux idées qui menace nos libertés fondamentales ».
Depuis la campagne pour l'élection présidentielle française de 2017, Jean-Luc Mélenchon, ensuite imité par de nombreux membres de son parti, porte le triangle rouge, qui lui a été offert par un syndicaliste de la Fédération générale du travail de Belgique,. Il s'en explique dès 2011.

## Guerre à Gaza

Drapeau palestinien.

En novembre 2023, dans le cadre de la guerre à Gaza, le triangle rouge inversé apparaît dans des vidéos par des Brigades Izz al-Din al-Qassam, la branche militaire du Hamas, où sont identifiées cibles militaires israéliennes. Il est depuis lors utilisé dans de nombreuses publications propalestiniennes sur les réseaux sociaux, dans des caricatures, sur des pancartes, des graffitis et lors de manifestations, repris comme un symbole de la résistance palestinienne, particulièrement sur les campus universitaires.  Ce triangle rouge rappelle d’autres symboles historiques de la cause palestinienne : celui du drapeau palestinien — où il représente le rôle de la dynastie hachémite lors de la révolte arabe de 1916-1918 et symbolise le sang des martyrs de la cause palestinienne — ou encore le V du lance-pierre utilisé par les jeunes Palestiniens pour contrer l'armée israélienne lors de la première intifada,.
Quand, en juin 2024, l'essayiste Raphaël Enthoven décrie sur le réseau social X ce symbole comme un soutien au Hamas, plusieurs commentateurs en soulignent la portée antifasciste de longue date, malgré sa reprise comme marque de soutien aux milices palestiniennes de la bande de Gaza.